# Амосов, Николай Михайлович
Никола́й Миха́йлович Амо́сов (6 [19] декабря 1913, село Ольхово, Череповецкий уезд, Новгородская губерния, Российская империя — 12 декабря 2002, Киев, Украина) — советский и украинский (русского происхождения) учёный-медик, торакальный хирург, кибернетик, писатель.
Автор новаторских методик в кардиологии и торакальной хирургии, автор системного подхода к здоровью («метод ограничений и нагрузок»), дискуссионных работ по геронтологии, проблемам искусственного интеллекта и рационального планирования общественной жизни («социальной инженерии»).
Доктор медицинских наук (1953). Академик АН УССР (1969) и Национальной академии наук Украины, член-корреспондент АМН СССР (1961) и РАМН (1992), Герой Социалистического Труда (1973). Лауреат Ленинской премии (1961). Почётный гражданин г. Киева (1997).

## Биография
Родился 6 (19) декабря 1913 года в крестьянской семье в селе Ольхово Череповецкого уезда Новгородской губернии близ города Череповца (затоплено Рыбинским водохранилищем, ныне на территории Вологодской области). Мать была акушеркой. Хотя семья жила бедно, мать Амосова никогда не принимала подарков от пациенток, и это послужило для него примером на всю жизнь.
С 12 до 18 лет учился в Череповце в школе, потом в Череповецком механическом техникуме, окончил его и стал механиком на электростанции в Архангельске. Осенью 1932 года начал работать начальником смены на электростанции при большом лесопильном заводе — новостройке первой пятилетки.
В 1934 году женился на Галине Соболевой; в том же году у Амосова умерла мать.
В 1934—1940 годах учился во Всесоюзном заочном индустриальном институте, по окончании которого получил диплом инженера-теплотехника. В 1935 году вместе со своей первой женой поступил в Архангельский медицинский институт, который в 1939 году окончил с отличием. После окончания медицинского института хотел заниматься физиологией, но свободные места в аспирантуре института были лишь в хирургии. Уходит на практическую работу ординатора-хирурга Череповецкой межрайонной больницы.
В 1941 году призван в ряды Красной Армии и в течение всей Великой Отечественной войны служил ведущим хирургом в полевых подвижных госпиталях на Западном, Брянском, 1, 2 и 3-м Белорусских фронтах, а также — в ходе советско-японской войны в августе 1945 года — на 1-м Дальневосточном фронте.
Через хирургическое отделение полевого подвижного госпиталя № 2266 48-й армии, где Амосов служил заведующим хирургическим отделением, прошло более 40 тысяч раненых, сам он провёл около 4 тысяч операций.
В 1944 году заключил второй брак — с медсестрой Лидией Васильевной Денисенко (12.12.1920—07.04.2014), дочерью советского государственного и партийного деятеля Василия Денисенко, служившей в том же госпитале.
После демобилизации из рядов Советской Армии работал в Москве заведующим главным операционным корпусом Московского научно-исследовательского института скорой помощи им. Н. В. Склифосовского. В феврале 1947 года Амосов получил письмо из Брянска с информацией о том, что там ищут главного хирурга. В Брянске Амосов стал заведующим хирургическим отделением областной больницы и главным хирургом области (Брянского облздравотдела), а также преподавал в фельдшерской школе — ныне Брянский медицинский колледж (медико-социальный техникум) имени академика Н. М. Амосова.
В 1948 году на основе клинических наблюдений военного времени защитил кандидатскую диссертацию, посвящённую первичной обработке ран коленного сустава.
В 1952 году был приглашён как крупный специалист по грудной хирургии в Киевский институт туберкулёза и грудной хирургии им. Ф. Г. Яновского для руководства специально созданной клиникой торакальной хирургии.
В марте 1953 года защитил докторскую диссертацию «Пневмонэктомии и резекции лёгких при туберкулёзе».
С 1956 по 1970 год возглавлял кафедру торакальной хирургии Киевского института усовершенствования врачей. В 1960 году возглавил отдел биокибернетики Института кибернетики Академии наук Украинской ССР.
17 января 1963 года провёл первое в СССР протезирование митрального клапана сердца.
В 1965 году Н. М. Амосов сообщил об опыте удачных имплантаций полушаровых протезов клапанов сердца больным с небольшим левым желудочком, когда не удавалось вшить шаровые протезы. Рабочий вариант экспериментальной модели был передан для внедрения в ОКБ (мед.) Кирово-Чепецкого химического завода. На основе результатов стендовых испытаний опытной партии, проведённых ИССХ имени А. Н. Бакулева АМН СССР, а также по рекомендациям Н. М. Амосова завод-изготовитель внёс изменения в конструкцию. Серийная модель получила наименование «МКЧ-27».
В 1960-х — начале 1970-х годов Амосов, заболев туберкулёзом, лечился в Старокрымском санатории. Полностью излечившись от недуга, организовал в санатории пульмонологическое хирургическое отделение. Неоднократно приезжая на два-три месяца в Старый Крым к своим родственникам, Амосов привозил с собой своих учеников и обучал их лечить больных туберкулёзом. Сам неоднократно делал операции как в санатории, так и в Старокрымской городской больнице. Из воспоминаний И. К. Мельникова, работавшего в то время врачом:

Был Амосов очень простым человеком — без какого-либо апломба и высокомерия. Когда я работал врачом и не знал ещё в лицо Амосова, однажды, выйдя из корпуса с медицинскими журналами, приказал ему, скромно стоявшему возле корпуса, отнести эти журналы в администрацию санатория. Амосов молча взял эти журналы и также молча отнёс их по назначению. На следующий день на совещании у главврача, где присутствовали и я, и Амосов, Николай Михайлович, как бы между прочим, заметил: «А меня, профессора, здесь уже сделали курьером…»

В 1968 году был назначен на должность заместителя директора по науке Киевского научно-исследовательского института туберкулёза и грудной хирургии.
В 1982 году вышел документальный фильм о Николае Амосове «Открытое сердце».
В 1983 году назначен директором Института сердечно-сосудистой хирургии (ныне Национальный институт сердечно-сосудистой хирургии имени Н. М. Амосова НАМН Украины).
Депутат Совета Союза Верховного Совета СССР 6—9-го созывов (1962—1979) от Киевской области. В Верховный Совет 9-го созыва избран от Киевско-Московского избирательного округа № 490 Киевской области; член Комиссии по здравоохранению и социальному обеспечению Совета Союза. Народный депутат СССР (1989—1991).
29 мая 1998 года Амосов был прооперирован профессором Кёрфером в Herz- und Diabeteszentrum Nordrhein-Westfalen в Бад-Эйнхаузене (Германия), ему вшили биологический аортальный клапан и наложили два шунта на коронарные артерии.
В 1998 году награждён украинским орденом «За заслуги» II степени.
12 декабря 2002 года умер от инфаркта в возрасте 88 лет в Киеве, похоронен на Байковом кладбище, участок 52а. К 100-летию со дня рождения Н. М. Амосова в 2013 году его дочь от лица семьи выступила против присвоения ему звания Героя Украины, как и прежде в 2003 году.
В 2008 году в телевизионном проекте «100 великих украинцев» на телеканале «Интер» в результате народного голосования Амосов занял второе место, пропустив вперёд только Ярослава Мудрого.

## Семья
Супруга — Лидия Васильевна Денисенко (12 декабря 1920 — 7 апреля 2014), окончила Киевский медицинский институт, работала хирургом, физиотерапевтом.
Дочь — Екатерина Николаевна (р. 1956), член-корреспондент Национальной академии медицинских наук Украины, доктор медицинских наук, профессор, заслуженный деятель науки и техники Украины, заслуженный врач Украины, лауреат Государственной премии Украины, бывший ректор Национального медицинского университета им. А. А. Богомольца.
Зять — Владимир Мишалов (р. 1955), доктор медицинских наук, профессор, заслуженный врач Украины (2000), лауреат Государственной премии Украины.
Внучка — Анна (р. 1989).

## Память

Могила Николая Амосова на Байковом кладбище в Киеве

- С 2007 года НАН Украины присваивается премия имени Н. М. Амосова за выдающиеся научные работы в области кардио- и сосудистой хирургии и трансплантологии; за выдающиеся работы в области биоэнергетики, проблем искусственного интеллекта и разработки новых информационных технологий[26].
- В 2004 году была установлена памятная мемориальная доска в Старокрымском санатории и Старокрымской городской больнице было присвоено имя Амосова.
- В 2003 году установлена памятная мемориальная доска на доме в Старом Крыму, где жил Николай Михайлович.
- Имя Амосова присвоено медицинскому училищу Череповца.
- В Соломенском районе Киева имя Николая Амосова носит улица, на которой расположен Национальный институт сердечно-сосудистой хирургии имени Н. М. Амосова АМН Украины. Также имя Николая Амосова носит улица села Святопетровское Киево-Святошинского района.
- Именем Николая Амосова назван средний моторный катер (бывший рейдовый водолазный катер) проекта РВ1415, курсирующий в Иваньковском водохранилище между городом Дубна и островом Омутня.
- С 2004 года имя Николая Михайловича Амосова носит «Брянский медицинский колледж № 2», где он с 1947 по 1952 год совмещал основную работу в областной больнице № 1 с преподавательской деятельностью.
- С февраля 2016 года улица Амосова есть и в Харькове[27].
- Мемориальная доска (бронза) установлена в 2013 году в Брянске, на здании административного корпуса Брянской областной больницы[28].
- 8 ноября 1984 года в честь Н. М. Амосова назван астероид 2948 Amosov, открытый в 1969 году астрономом Л. И. Черных.

## Библиография

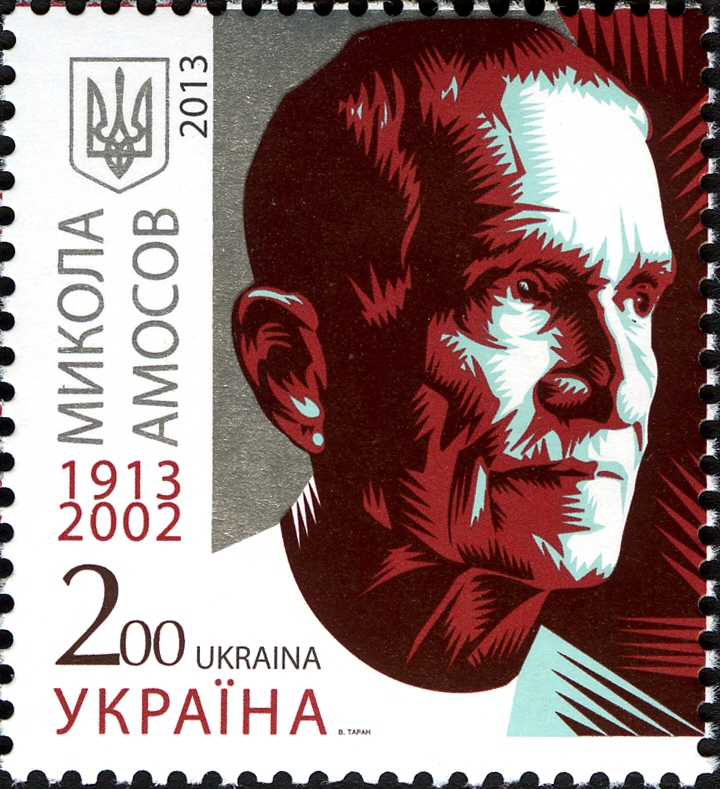
Амосов на почтовой марке Украины, 2013

### Специальная литература
- Хирургическое лечение нагноительных заболеваний лёгких. — Киев: Госмедиздат УССР, 1956. — 191 с.: ил.
- Пневмонэктомия и резекции лёгкого при туберкулёзеl. — М.: Медгиз, 1957. — 196 с.: ил.; 6 л. ил.
- Операции на сердце с искусственным кровообращением / Н. М. Амосов, И. Л. Лиссов, Л. Н. Сидаренко; ред.: Н. М. Амосов. — Киев: Госмедиздат УССР, 1962. — 246 с.: 2 л. граф.
- Теоретические исследования физиологических систем. Математическое моделирование / [Н. М. Амосов и др.]; под. общ. ред. акад. АН УССР Н. М. Амосова; АН УССР, Ин-т кибернетики. — К.: Наукова думка, 1977. — 246 с.
- Хирургия пороков сердца: Лекции для терапевтов и педиатров. — Киев: Здоровье, 1969. —- 167 с.: ил.
- Хирургическое лечение тетрады Фалло. — К.: Здоров’я, 1982. — 152 с.